# Krasny Bahatyr
Krasny Bahatyr (biał. Красны Багатыр; ros. Красный Богатырь) – osiedle na Białorusi, w obwodzie homelskim, w rejonie homelskim, w sielsowiecie Krasnaje. Od wschodu graniczy z Homlem.